# Daimion Applegath
Daimion Applegath (1975) è un ex sciatore alpino canadese.

## Biografia
Applegath esordì in Nor-Am Cup il 3 aprile 1995 a Whistler in slalom gigante (24º) e in Coppa del Mondo disputò due gare, le discese libere della Val Gardena del 18 e 19 dicembre 1998 (non concluse la prima e si classificò 48º nella seconda); in quella stessa stagione 1998-1999 in Nor-Am Cup conquistò i suoi tre podi: il primo il 4 dicembre a Lake Louise in discesa libera (3º), l'ultimo il 26 febbraio a Sugarloaf in supergigante (3º). Prese per l'ultima volta il via nel circuito continentale nordamericano il 3 aprile seguente a Mount Bachelor in slalom speciale, senza completare la prova, e si ritirò durante la stagione 1999-2000; la sua ultima gara fu un supergigante FIS disputato il 20 febbraio ad Apex. Non prese parte a rassegne olimpiche o iridate.

## Palmarès

### Nor-Am Cup
- Miglior piazzamento in classifica generale: 6º nel 1999
- 3 podi:
  - 1 secondo posto
  - 2 terzi posti

### Campionati canadesi
- 1 medaglia:
  - 1 oro (discesa libera nel 1998)